# Post-captain

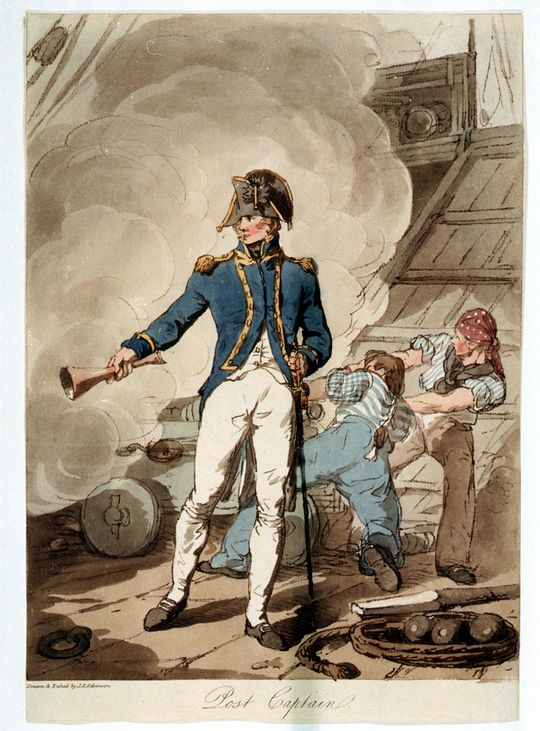
Une représentation d'un post-captain (1807).

Post-captain est un grade obsolète de la Royal Navy, similaire à celui de captain. Il correspondait à celui de capitaine de vaisseau dans certaines marines. 
Un post-captain était un officier promu au « tableau d'avancement » de la Royal Navy lui permettant de faire carrière à l'ancienneté, avec à terme la possibilité du grade d'amiral. Il avait alors la possibilité de commander un navire d'une plus grande taille que s'il était simplement Commander.